# St. Martin (Westerende)

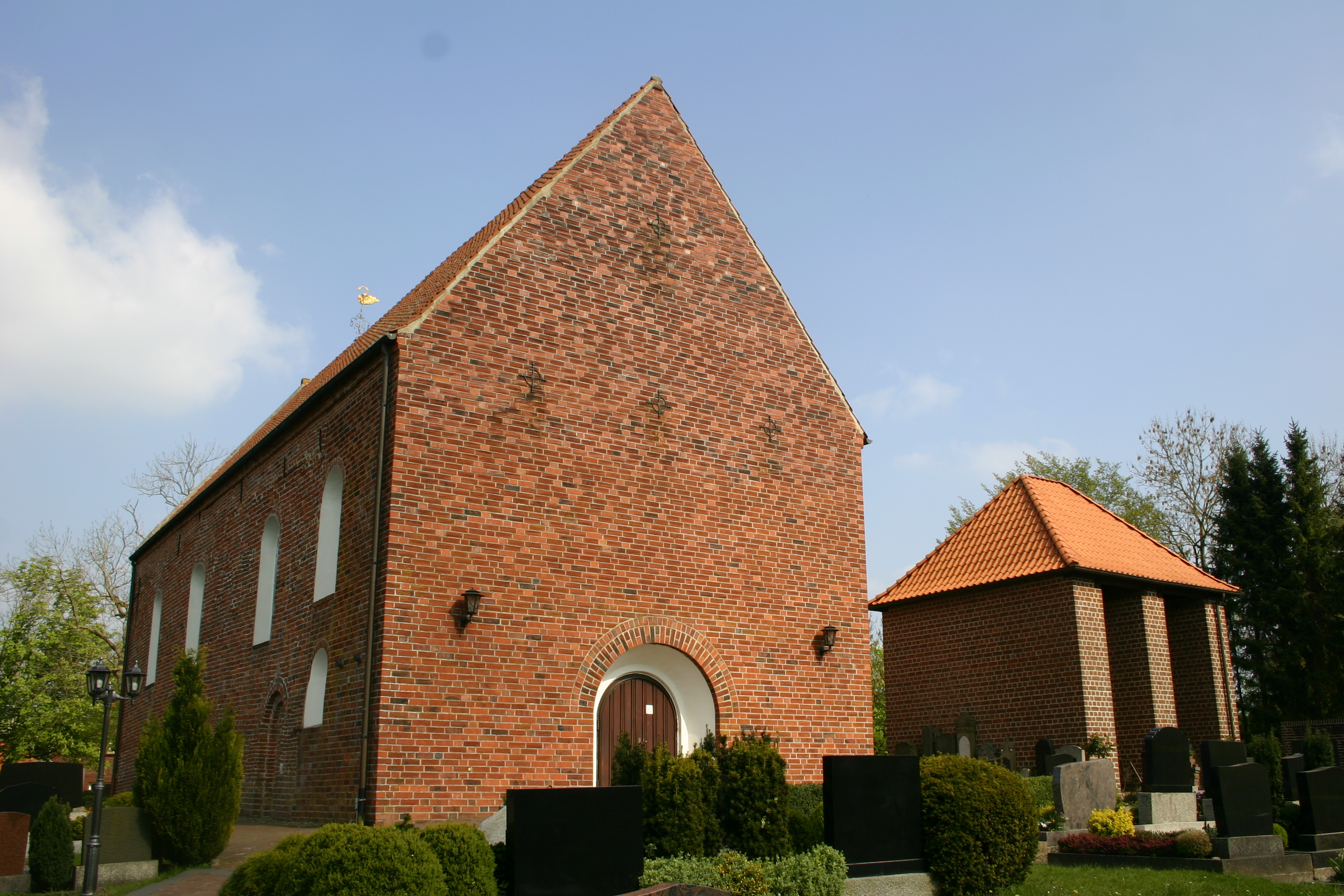
St. Martin Westerende mit Glockenturm

Die evangelisch-lutherische St.-Martins-Kirche steht in Westerende-Kirchloog, Gemeinde Ihlow, ungefähr sechs Kilometer südwestlich der ostfriesischen Kreisstadt Aurich im deutschen Bundesland Niedersachsen. Den Namen (nach dem heiligen Martin von Tours) erhielt die lange Zeit namenlose Kirche erst in den 1990er-Jahren.

## Ausstattung

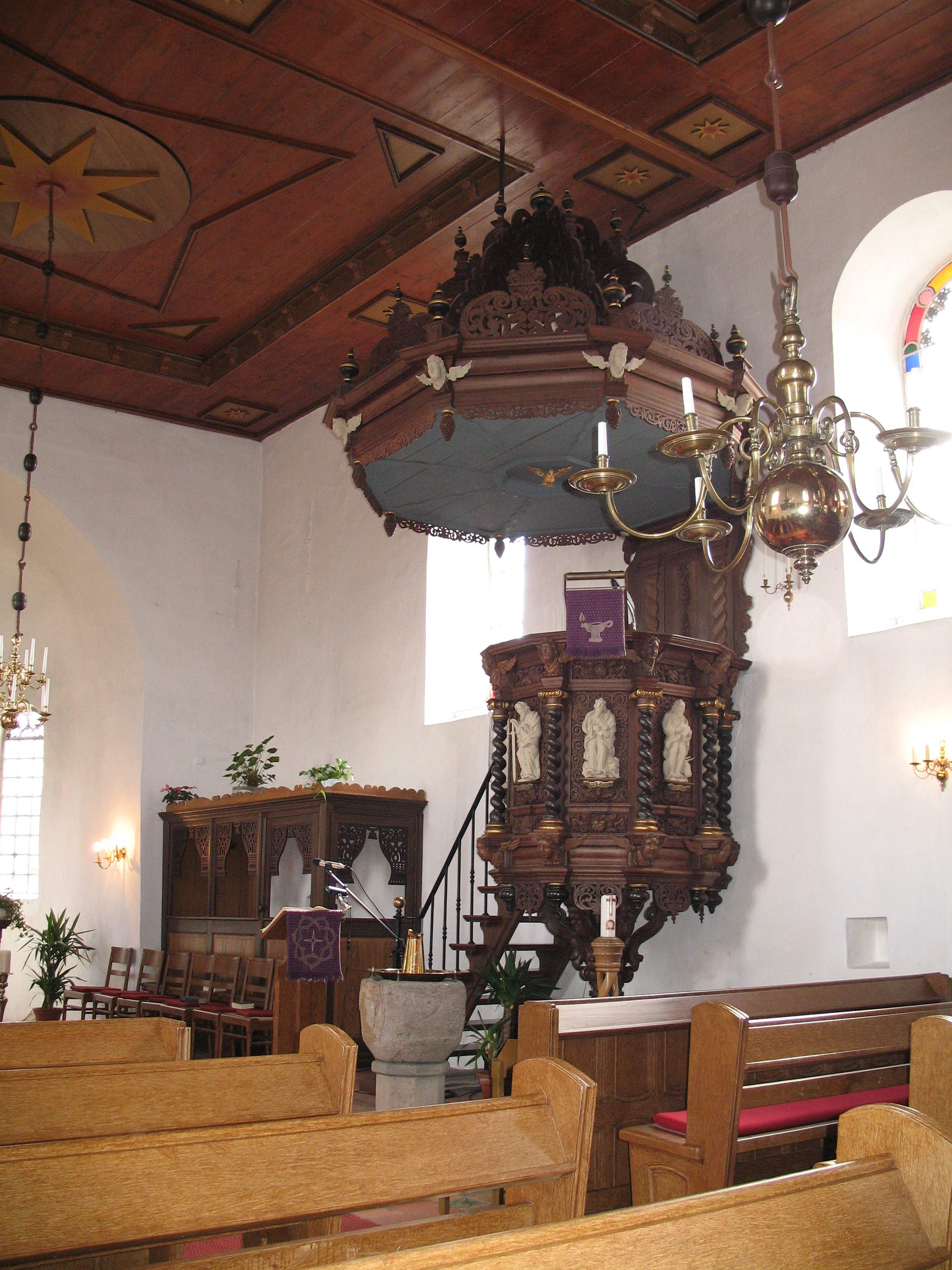
Kanzel in Westerende (1737)

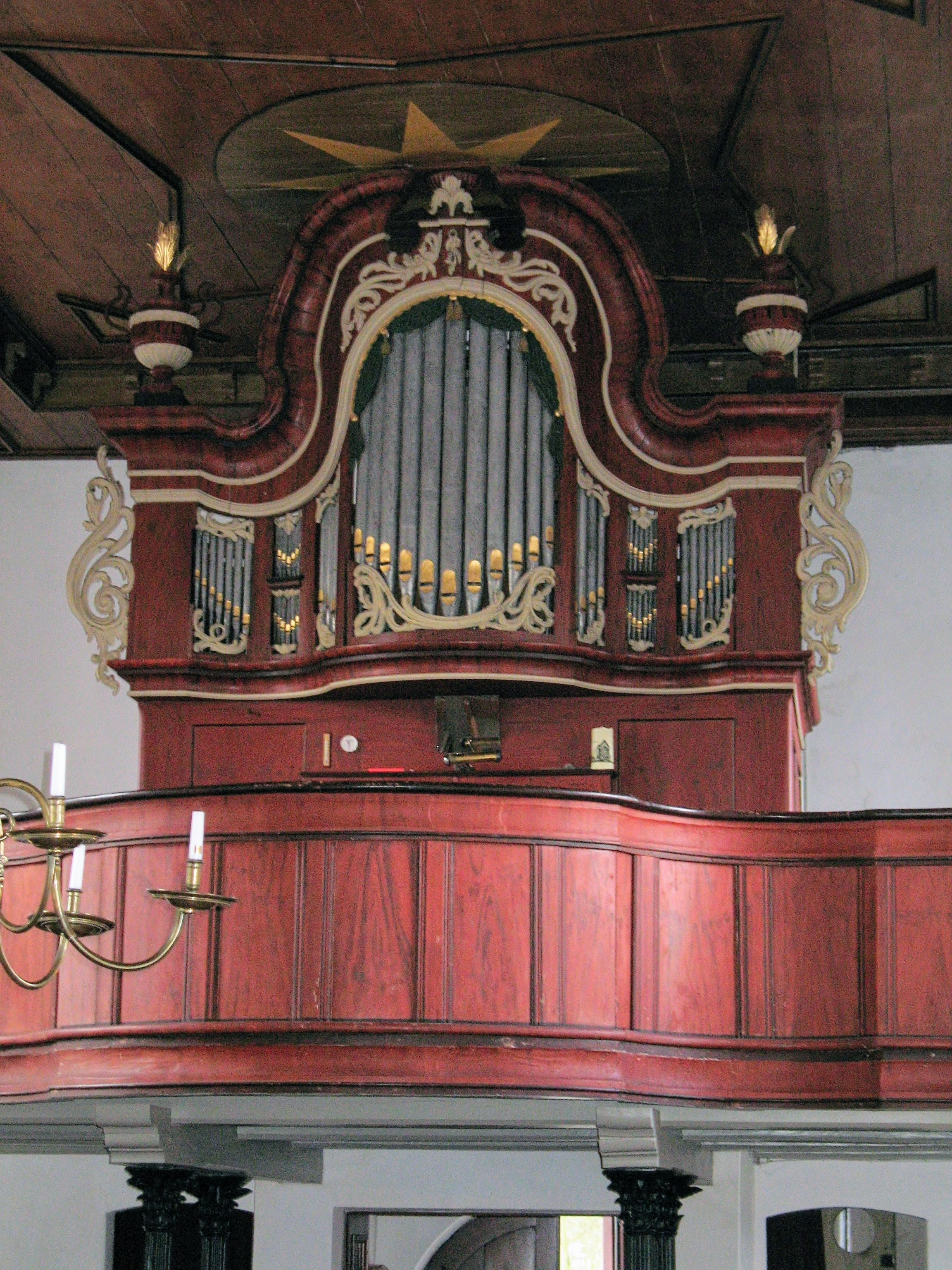
Wenthin-Orgel in Westerende (1793)

Erbaut wurde die Backsteinkirche vermutlich in der zweiten Hälfte des 13. Jahrhunderts. Sie ist ein Apsissaal mit einer flachen Holzdecke. Der Haupteingang befindet sich in der Westmauer, das alte Portal im Norden ist zugemauert, das im Süden seit einigen Jahren wieder geöffnet. In der Südwand waren ursprünglich zwei nebeneinanderliegende Hagioskope vorhanden, beide sind heute außen vermauert.
Das älteste Stück der Einrichtung ist ein romanischer Taufstein. Nach seiner einfachen Form mit vier Gesichtern an den Seiten stammt er vermutlich aus dem 12. oder 13. Jahrhundert.
Die barocke Kanzel von 1737 stammt aus der Werkstatt der Auricher Schnitzerschule von Andreas Schnörwange. Die Figur des Moses trägt den Kanzelkorb mit den Skulpturen der vier Evangelisten und des Apostels Paulus. Der frühere Pastor Diedrich Rademacher nahm sie am Palmsonntag 1737 in Benutzung.
Die Orgel wurde 1793 von Johann Friedrich Wenthin gebaut und 1885 von Johann Diepenbrock von der Ost- auf die Westseite der Kirche umgesetzt und dabei umgebaut und klanglich umgestaltet. 1959 wurde die Disposition durch Alfred Führer wiederum geändert und damit dem Klang Wenthins wieder nähergebracht. Sie verfügt über 15 Register auf einem Manual und Pedal. Sieben Register, einschließlich des Prospektprinzipals, sind noch von Wenthin, zwei von Diepenbrock und sechs von Führer.

## Altar und Bildwerke
Der Altar von Jacob Cröpelin ist zum großen Teil im Renaissancestil ausgeführt. Der Westerender Pastor Hermann de Werve stiftete ihn und ließ ihn mit folgender Inschrift versehen:

„Hab viel Verfolgung gelitten. Aber starck darwieder gestrit. Met Gduld recht Glauben gewiss. rein hab ich geslagt. Die Feind mein dazu mit gholfen Gotts Hand. All Unglück in Gluck Vorwand bitt wolle mich bestendich lan. Und hernach gebn de ewig Cron. - Zur Ehren Gottes und Stadt wehrender Gedegtnis. Habe beide. Eheleut Hermann de Werve etz. Astron. und Emerentiana De Wervine ein geboren Gräftin disen Altar gegeben und neu machen lasen ano 1652“

- Im Hauptbild „Die große Sünderin im Hause des Simon“ aus Lukas 7,36–50 LUT wird die Salbung Jesu durch die Sünderin dargestellt.
- Den zweiten Teil darüber bildet ein Abendmahlsbild, eingerahmt von zwei marmorierten Säulen und Bibelworten aus Johannes 6,53 LUT und Römer 4,25 LUT.
- Das dritte und kleinste Bild ist ein Kreuzigungsbild, wiederum zwischen zwei Säulen.
- Die Spitze des Altars besteht aus einer Gruppe von drei Plastiken. In einem Dreieck ist das Ewige Feuer angedeutet, flankiert von den Figuren des Todes (als Knochenmann mit den Symbolen Sense und Sanduhr) und des Teufels mit der Forke. In der Mitte dazwischen liegt auf einer Konsole die Erdkugel, über der sich eine Schlange wälzt. Auf ihr steht als der höchste Teil des Altars der Tod und Teufel überwindende Christus.

## Glockenturm
Wie in den meisten Kirchen Ostfrieslands befinden sich die Glocken in einem von der Kirche getrennten Glockenturm. Der Glockenturm trägt drei Glocken, eine a-, eine g- und eine fis-Glocke. Die fis-Glocke überdauerte den Zweiten Weltkrieg, die a- und g-Glocken wurden in dieser Zeit eingeschmolzen und zu Granathülsen verarbeitet. Sie wurden 1965 durch neue Glocken ersetzt, die am 10. Oktober 1965 geweiht wurden.